# Lando (Papst)
Lando (lat. Landus, * im 9. Jahrhundert östlich von Rom; † 914) war von 913 bis 914 Papst.

## Leben
Von Lando ist sehr wenig überliefert: Er, dessen Vater Taino hieß, wurde nicht weit östlich von Rom geboren. Im Juli oder August des Jahres 913 wurde er zum Papst gewählt und amtierte etwa sechs Monate lang.
Von Landos Pontifikat sind einzig die Schenkungen und Privilegien zugunsten des Bistums Sabina bekannt, dem er davor vorstand.
Vermutlich stand der Papst völlig unter der Kontrolle des römischen Stadtherrn Theophylakt I. von Tusculum, der sowohl als Vestarar (päpstlicher Kämmerer) die gesamte Vermögensverwaltung der Kirche kontrollierte als auch als Doge dem Senat, als Konsul der Miliz vorstand, sowie der sogenannten Pornokratie (Mätressenherrschaft), welche von Theodora I. von Tusculum und ihrer Tochter Marozia unter Sergius III. etabliert worden war.
Lando war für circa 1100 Jahre (bis Franziskus, 2013) der letzte Papst, dessen Name von keinem weiteren Pontifex maximus angenommen wurde, und ebenfalls der letzte vor Johannes Paul I. (1978), der einen vorher nicht verwendeten Namen trug.

## Rezeption
Die schmale Quellenlage und das kurze Pontifikat Landos wurde vom österreichischen Künstlerkollektiv monochrom im Song „Hello Lando“ thematisiert, welches ihn als den „unwichtigsten Papst“ würdigt („No history is good history“). Das Lied erschien auf dem Album Carefully Selected Moments.